# José Streel
José Streel (Jemeppe-sur-Meuse, 14 december 1911 - Sint-Gillis, 21 februari 1946) was een Waals journalist en fascistisch ideoloog.

## Biografie
Hij was afkomstig uit een katholiek arbeidersmilieu. Van in zijn jeugd geraakte hij in de ban van Charles Maurras en diens beweging, de Action Française. Hij dweepte ook een tijd met de Grootbelgische gedachte van baron Pierre Nothomb en het fascistische Légion Nationale. Hij debuteerde als journalist in het katholieke dagblad La Gazette de Seraing. Via de katholieke actie kwam hij in contact met de uitgeverij Rex die toen onder leiding stond van Léon Degrelle. Hij zou diens medestander worden en stond mee aan de wieg van de partij Rex en werd er de ideoloog van. Tijdens de Tweede Wereldoorlog koos hij voor de collaboratie omdat hij dacht zo de toekomst van België veilig te stellen na de Duitse overwinning. Hij steunde ook de Duitse inval in de Sovjet-Unie die voor hem een treffen was tussen de christelijke beschaving en de "barbaarse steppe". In 1943 kwam het tot een definitieve breuk tussen hem en Degrelle, maar Streel bleef nog wel actief in de collaboratie. Na de bevrijding werd hij wegens zijn engagement in de oorlog ter dood veroordeeld. Hij stierf voor het vuurpeloton op 21 februari 1946.

## Boek van José Streel
Streel José, La révolution du XXème siècle (réédition du livre paru en 1942 à la NSE à Bruxelles), préface de Lionel Baland, Déterna, Paris, 2010.
- Bibliothèque nationale de France: cb12482517c (data)
- Gemeinsame Normdatei: 120046784
- International Standard Name Identifier: 0000 0000 4432 039X
- Library of Congress Control Number: no2003004468
- Nationale Bibliotheek van Israël: 987007386191905171
- Système universitaire de documentation: 034027610
- Virtual International Authority File: 57435525
- WorldCat: E39PBJmHJqykDqg84MG3PT7CQq